# ویرایش ویدئو

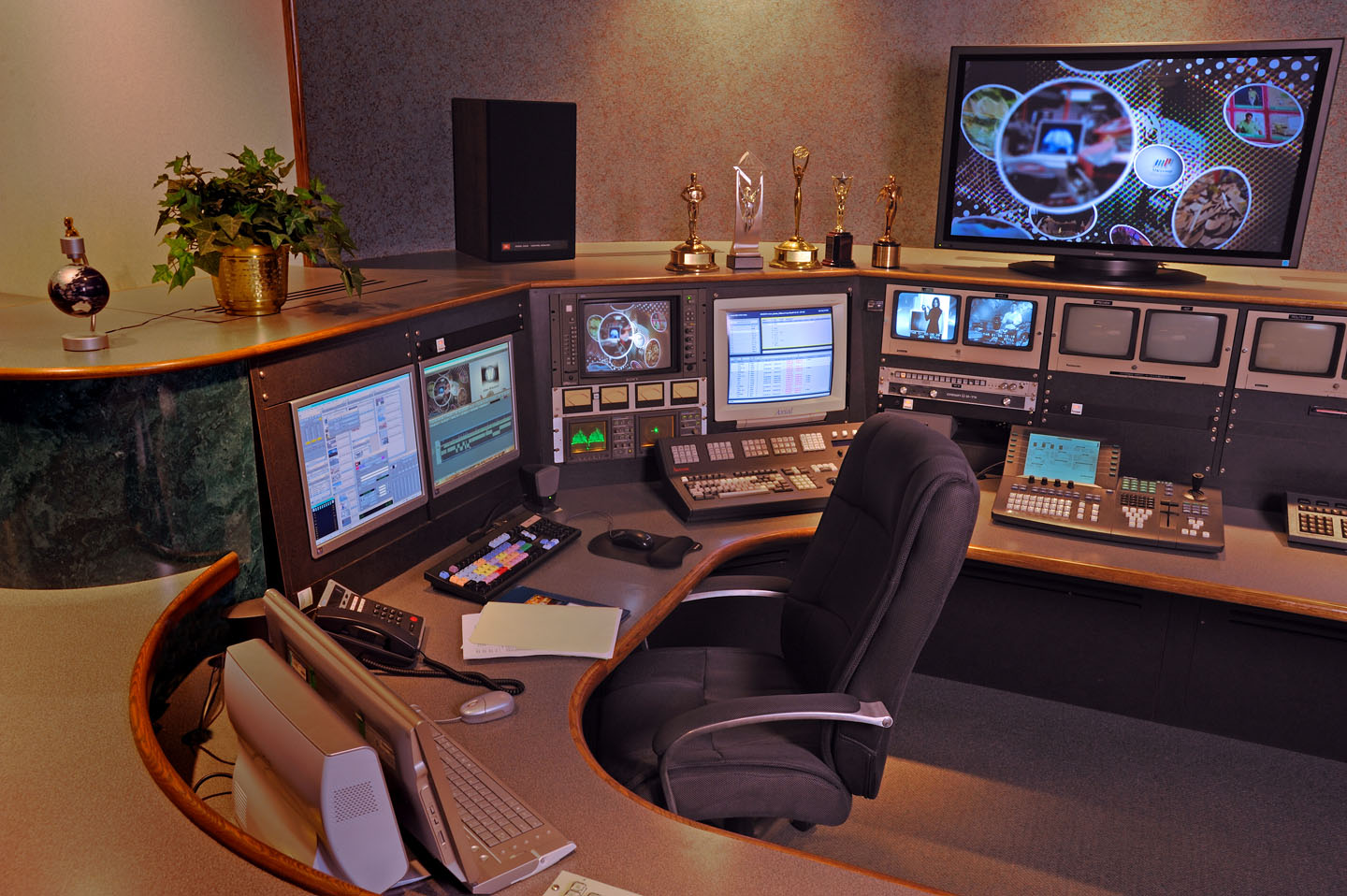
نمونه‌ای از کنسول ویرایش ویدئو

ویرایش ویدئو (انگلیسی: Video editing) به ویرایش و تدوین فریم‌های تصاویر مربوط به کلیپ‌های ویدئویی اطلاق می‌شود. ویرایش‌های ویدئویی برای ساخت و ارائه اطلاعات ویدئویی، شامل کلیپ‌های فیلم و نمایش‌های تلویزیونی، تبلیغات ویدئویی و مقالات ویدئویی مورد استفاده قرار می‌گیرد. ویرایش ویدئو در سال‌های اخیر از طریق ساخت و ارائه نرم‌افزارهای ویرایش و اپلیکیشن‌های ویرایش فیلم در تلفن‌های همراه، به‌طور چشمگیری گسترش یافته‌است.
از جمله نرم‌افزارهای ویرایش فیلم می‌توان به ادوبی پریمیر پرو، هیت فیلم، اوپن شات، واندرشیر فیلمورا و سایبرلینک پاوردایرکتور اشاره نمود.